# زبان پالائویی
زبان پالائویی (انگلیسی: Palauan language) یکی از دو زبان رسمی جمهوری پالائو است. دومین زبان رسمی این کشور، انگلیسی است. زبان پالائو یکی از شاخه‌های زبانهای آسترونزیایی است. پالائوئی یا پالائویی از زبانهای بومی منطقه میکرونزی در اقیانوس آرام محسوب می‌شود و زیرشاخه زبان‌های مالایو-پلی‌نزیایی است.